# Chowdala, Savanur
Chowdala là một làng thuộc tehsil Savanur, huyện Haveri, bang Karnataka, Ấn Độ.